# Ozolles
Ozolles este o comună în departamentul Saône-et-Loire, Franța. În 2009 avea o populație de 434 de locuitori.

## Istoric
Satul Ozolles a fost situat la nord de Ozolette, în jurul bisericii Sf. Martin. O a doua parohie, Saint-Jean-Baptiste la sud de Ozolette, a înlocuit primul și Saint-Martin a devenit un cătun.
Ozolles a fost numit Olsola sau Oulsole în secolul al unsprezecelea, apoi Elzolis sau Ulsola în secolul următor. Numele Ozo  pare să fi fost înghețat în secolul al XIII-lea, conform dicționarului topografic al Franței. În mod similar, numele satelor de la Cloudeau, Verquilleux, Crary și Cusses provin din Clou d'Aigues (closum aquae), Verculley, Acriri și Escussy (cuvânt de origine preceltică, cukk: înălțimea rotunjită).
Până la Revoluția franceză, preotul era stăpânul turlei parohiale.
Registrele de stare civilă ale orașului indică, între 1863 și 1893, primii primari: Jean Guilhemin, Pierre Thevenet, Henri de Beost și Vital des Tournelles.

## Geografie
Peisaje de dealuri verde și împădurite, iazuri, izvoare, râuri. Orașul este așezat în valea râului Ozolette, care trece prin oraș. Are sursa în orașul iazului Montmelard Milliade și se varsă în Arconce, în cătunul de la Ouze (denumirea să fie mai aproape de Ozolles), Montessus (comune Changy). Cel mai înalt punct: Les Bois Gods, altitudine 519 m.

## Evoluția populației
Evoluția numărului de locuitori este cunoscută prin recensămintele populației desfășurate în comuna din 1793. Din 2006, populațiile legale ale comunelor sunt publicate anual de INSEE. Recensământul se bazează acum pe o colecție anuală de informații, care acoperă succesiv toate teritoriile municipale pe o perioadă de cinci ani. Pentru municipalitățile cu mai puțin de 10.000 de locuitori, se efectuează un sondaj de recensământ al întregii populații la fiecare cinci ani, populațiile legale ale anilor intermediari fiind estimate prin interpolare sau extrapolare. Pentru municipalitate, primul recensământ cuprinzător în cadrul noului sistem a fost realizat în 2004.
În 2015, orașul avea 430 de locuitori, o creștere cu 0,23% față de 2010 (Saône-et-Loire: -0,05%, Franța, cu excepția Mayotte: + 2,44%).
| An        | 1975 | 1982 | 1990 | 1999 | 2006 | 2009 |
| --------- | ---- | ---- | ---- | ---- | ---- | ---- |
| Populație | 540  | 527  | 502  | 483  | 441  | 434  |